# آيك ويليامز
آيك ويليامز (بالإنجليزية: Ike Williams)‏ مواليد 02 أغسطس 1923 في جورجيا، الولايات المتحدة - الوفاة 05 سبتمبر 1994، كان ملاكم أمريكي سابق صنّف ضمن فئة الوزن الخفيف.

## إحصائيات
خاض خلال مسيرته 154 نزالا، فاز في 125 وتعادل في 5 وخسر في 24. فاز بالضربة القاضية في 60 نزالا.

## روابط خارجية
- آيك ويليامز على موقع بوكس ريك (الإنجليزية) (registration required)